# Данска на Европском првенству у атлетици на отвореном 1938.
Данска је учествовала на 2. Европском првенству у атлетици на отвореном 1938. одржаном у Паризу од 3. до 5. септембра у мушкој а у Бечу 17. и 18. септембра за женској конкуренцији. Репрезентацију Данске представљало је троје спортиста (2 мушкарца и 1 жена) који су се такмичили у 3 дисциплине.
На овом првенству представници Данске нису освојили ниједну медаљу нити су оборили неки рекорд. 
У табели успешности према броју и пласману такмичара који су учествовали у финалним такмичењима (првих 8 такмичара) Данска је са једним пласманом у финале заузела 17. место са 2 бода, од 18 земаља које су имале представнике у финану, од укупно 23 земље учеснице.
| Пл. | Земља  | 1.    | 2.    | 3.    | 4.    | 5.    | 6.    | 7.    | 8.    | Бр. фин. Бод. |
| --- | ------ | ----- | ----- | ----- | ----- | ----- | ----- | ----- | ----- | ------------- |
| 17. | Данска | 0 - 0 | 0 - 0 | 0 - 0 | 0 - 0 | 0 - 0 | 0 - 0 | 1 - 2 | 0 - 0 | 1 - 2         |

## Учесници
Мушкарци:
- Свенд Оге Томсен — 110 м препоне и Скок мотком
- Ернст Ларсен — Скок мотком

Жене
- Инге Шмид-Нилсен — Скок удаљ

## Резултати

### Мушкарци
| Атлетичар        | Дисциплина    | Лични рекорд | Квалификације | Квалификације | Финале               | Финале       | Детаљи   |
| Атлетичар        | Дисциплина    | Лични рекорд | Резултат      | Место         | Резултат             | Место        | Детаљи   |
| ---------------- | ------------- | ------------ | ------------- | ------------- | -------------------- | ------------ | -------- |
| Свенд Оге Томсен | 110 м препоне | 14,8         | 15,4          | 3. у 1. гр.   | Није се квалификовао | 9 / 12 (14)  | стр. 364 |
| Свенд Оге Томсен | скок мотком   |              |               |               | 3,70                 | 10 / 12 (14) | стр. 364 |
| Ернст Ларсен     | скок мотком   |              | 3,70          | 10 / 12 (14)  |                      |              | стр. 364 |

### Жене
| Атлетичарка      | Дисциплина | Лични рекорд | Квалификације | Квалификације | Финале   | Финале      | Детаљи       |
| Атлетичарка      | Дисциплина | Лични рекорд | Резултат      | Место         | Резултат | Место       | Детаљи       |
| ---------------- | ---------- | ------------ | ------------- | ------------- | -------- | ----------- | ------------ |
| Инге Шмид-Нилсен | скок удаљ  |              |               |               | 5,27     | 9 / 12 (14) | стр. 366/367 |

## Биланс медаља Данске после 2. Европског првенства на отвореном 1934—1938.
|     | ЕП           |   |   |   |   | УП |
| 1—2 | 1934.— 1938. | 0 | 0 | 0 | 0 | -  |
| 1-2 | Укупно       | 0 | 0 | 0 | 0 | -  |

|                                        | ЕП                                     |                                        |                                        |                                        |                                        |                                        |
| Није било вишеструких освајача медаља. | Није било вишеструких освајача медаља. | Није било вишеструких освајача медаља. | Није било вишеструких освајача медаља. | Није било вишеструких освајача медаља. | Није било вишеструких освајача медаља. | Није било вишеструких освајача медаља. |
| -------------------------------------- | -------------------------------------- | -------------------------------------- | -------------------------------------- | -------------------------------------- | -------------------------------------- | -------------------------------------- |